# Louis Jean Desprez

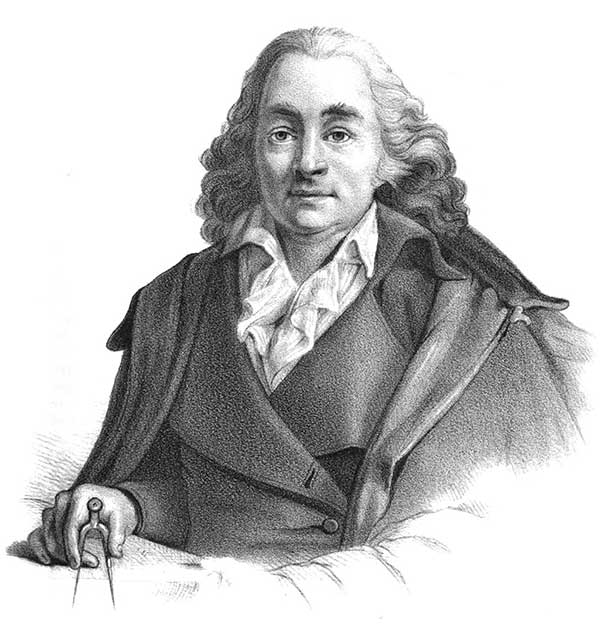
Louis Jean Desprez.
Steindruck

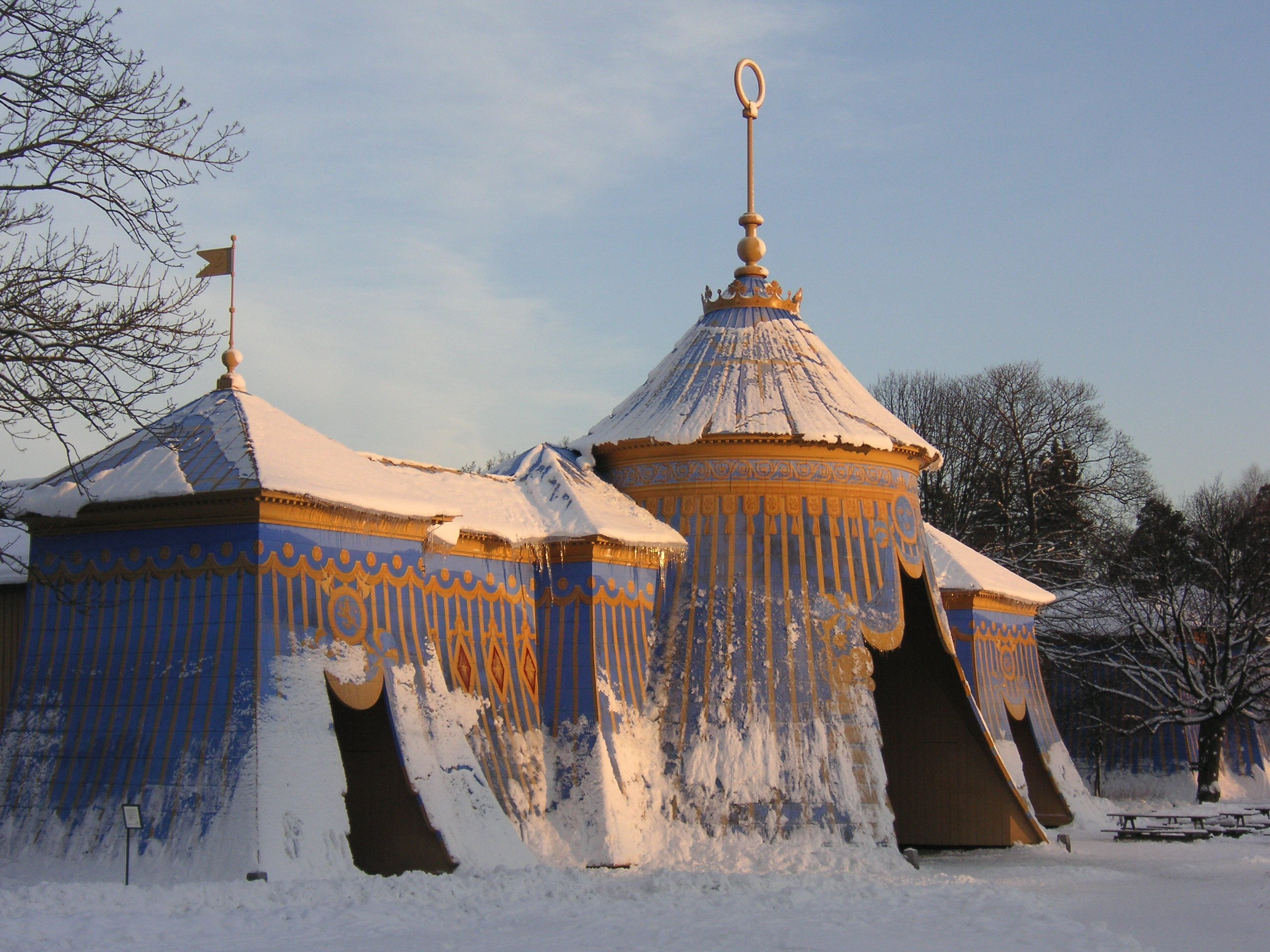
Kupferzelt im Hagapark

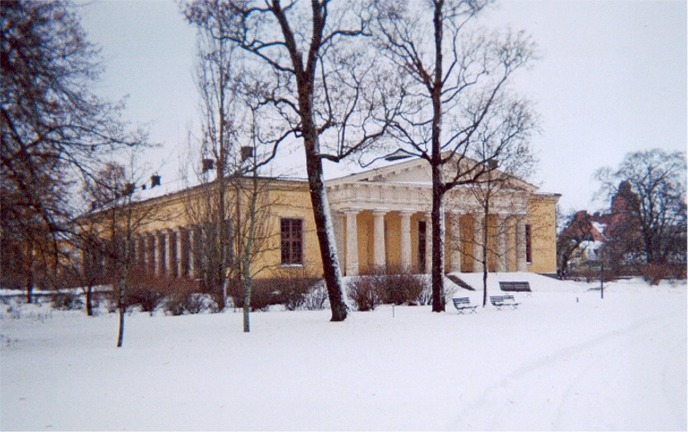
Der botanische Garten in Uppsala

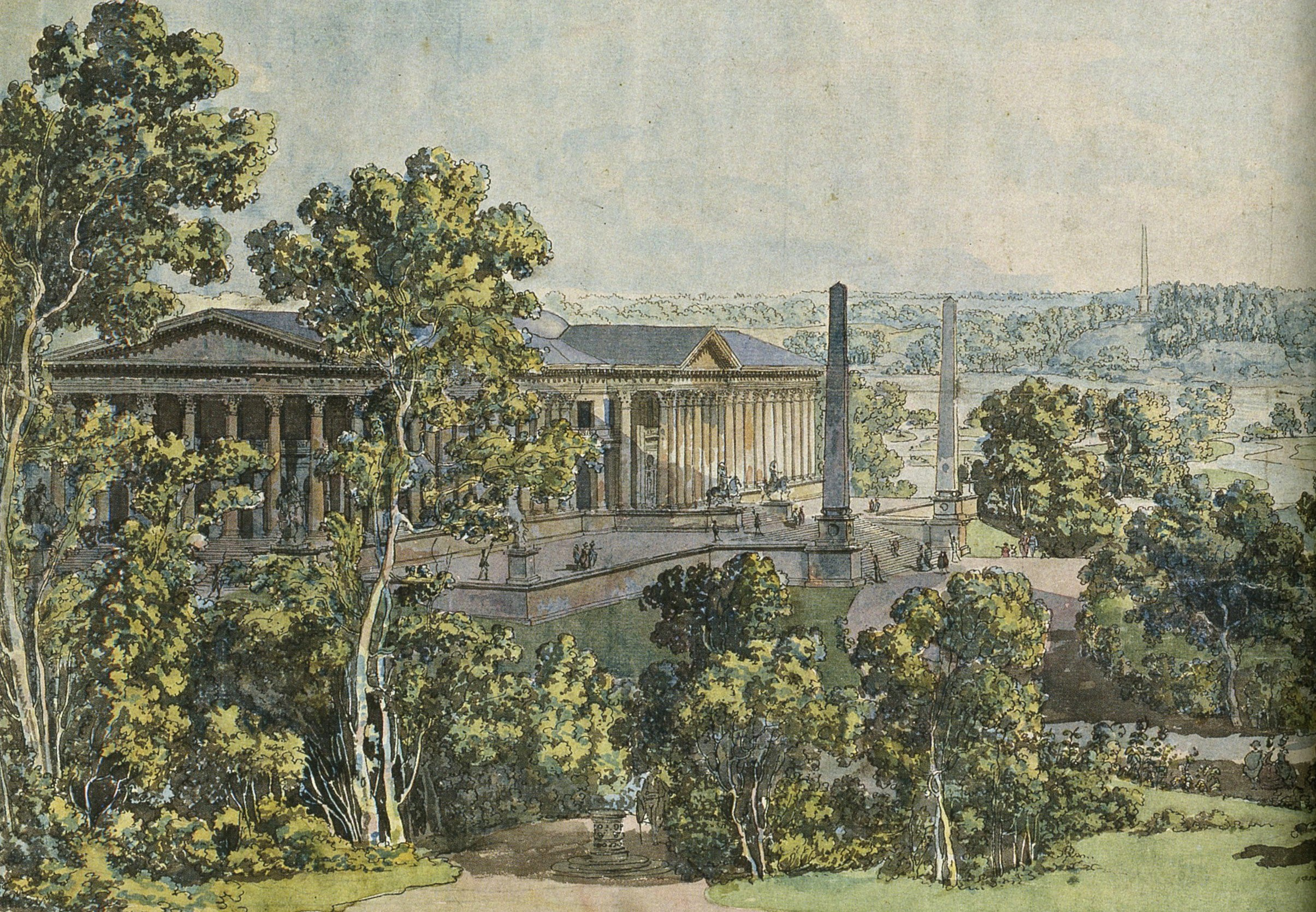
Gustav III.s unvollendetes Großes Schloss Haga

Louis Jean Desprez (getauft 28. Mai 1743 in Auxerre; † 19. März 1804 in Stockholm) war ein französischer Architekt, Maler und Grafiker, der hauptsächlich in Schweden tätig war.
Desprez gehörte zu den vielen Künstlern, die von Gustav III. nach Schweden geholt wurden.

## Biografie
Desprez wurde als Sohn des Perückenmachers Louis Mathieu Desprez und dessen Frau Perette Bourbon geboren. Er wurde am 28. Mai 1743 getauft, doch das Geburtsdatum ist nicht bekannt. In jungen Jahren wurde er nach Paris geschickt, wo er einige Zeit bei Jacques-François Blondel angestellt war und an der dortigen Architekturakademie studierte. Desprez heiratete 1774 Anne de Vermale, von der er sich jedoch schon zwei Jahre später trennte.  1776 schuf er auch Zeichnungen und Gravuren für den Sammelband Voyage pittoresque (Paris 1781–1786), die vom Abbé de Saint-Nons bestellt waren. 1777 zog er nach Rom, wo er an der örtlichen französischen Akademie studierte. Dies war möglich, da er im Jahr zuvor das Stipendium Prix de Rome zugesprochen bekommen hatte.
Von Rom aus unternahm Desprez 1778 eine Studientour durch Süditalien, bei der er zahlreiche der dort vorhandenen antiken und mittelalterlichen Gebäude in Skizzenbüchern festhielt, die heute im Nationalmuseum in Stockholm aufbewahrt werden. Von Desprez stammt unter anderem die einzige überlieferte Darstellung der Ruine des friderizianischen Donjons im Kastell von Lucera, das Friedrich II. von Hohenstaufen in den 1230er Jahren in Auftrag gegeben hatte und das 1790 vollständig abgerissen wurde.
In Rom war Desprez unter anderem mit Dekorationen für das Alibertitheater beschäftigt, welche die Aufmerksamkeit des 1784 in der Stadt weilenden schwedischen Königs, Gustav III., auf Desprez lenkten. Weiterhin zeichnete er Vorlagen für kolorierten Veduten von Pompeji, die an die Besucher der Ausgrabungsstätte verkauft wurden.
Desprez folgte Gustav III. auf dessen Einladung nach Schweden und schuf in Stockholm mit großer persönlicher Anteilnahme des Königs, der auch detaillierte Anweisungen gab, neue Bühnendekorationen. Es zeigte sich, dass Desprez weiteres Vermögen in den Bereichen Architektur, Malerei und Grafik hatte und außerdem wurde er zu einer festen Größe im Stockholmer Gesellschaftsleben, wo er auch vor einer Schlägerei nicht zurücksteckte. Für Schlagzeilen sorgte er mit mehreren Liebhaberinnen, obwohl er amtlich noch verheiratet war.
Architektonisch war er für verschiedene Gebäude im Hagapark bei Stockholm verantwortlich, aber sein größtes Projekt, das große Schloss im Park, wurde nicht vollendet, da Gustav III. vorher ermordet wurde. So ist sein wichtigstes Gebäude die Orangerie in Uppsala, die er 1787 konstruierte. 1799 wurde Desprez vom neuen König Gustav IV. Adolf zum ersten Architekten ernannt. 1800 errichtete er in Stockholm den Obelisk am Slottsbacken. Vor seinem Tod schaffte er es noch eine pompöse Trauerzeremonie für Herzog Fredrik Adolf (ein Bruder von Gustav III.) zu entwerfen, die er selbst nicht mehr miterlebte. Desprez Vermögen war am Ende so geschrumpft, dass seine Hinterbliebenen für das einfache Begräbnis auf dem Jakobsfriedhof einen Vorschuss vom Staat erbitten mussten.

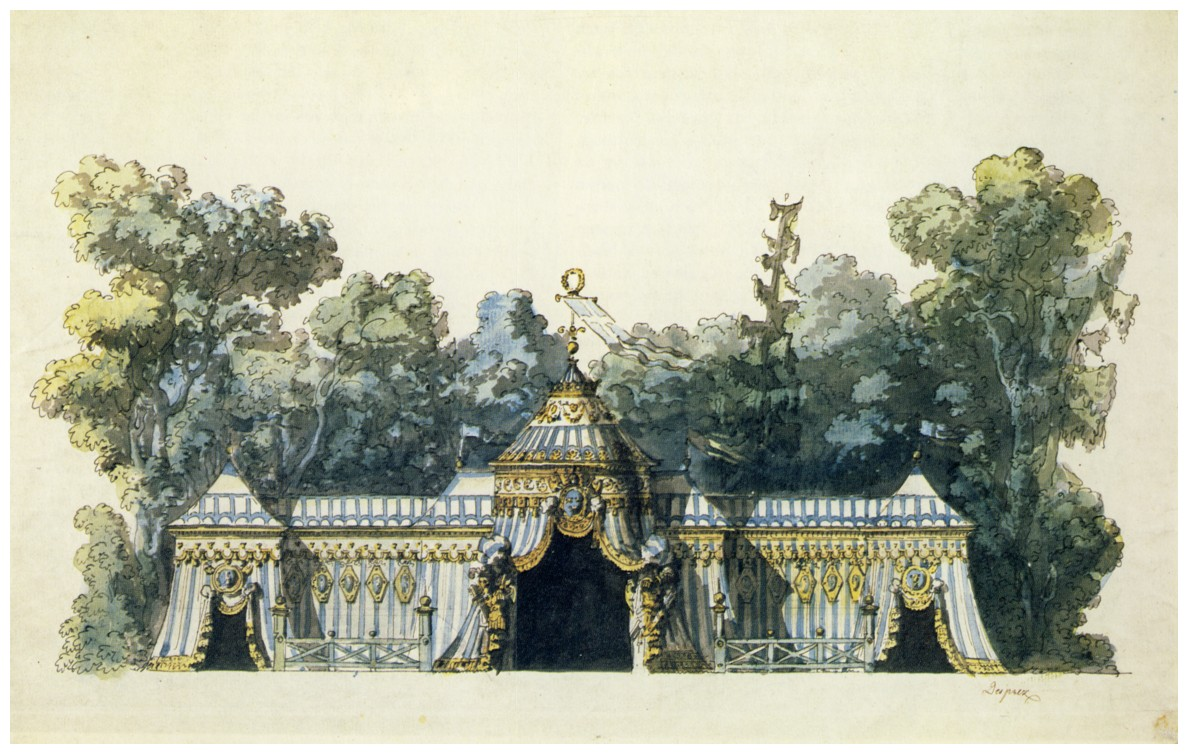
Kupferzelt im Hagapark, Louis Jean Desprez’ Zeichnung von 1787
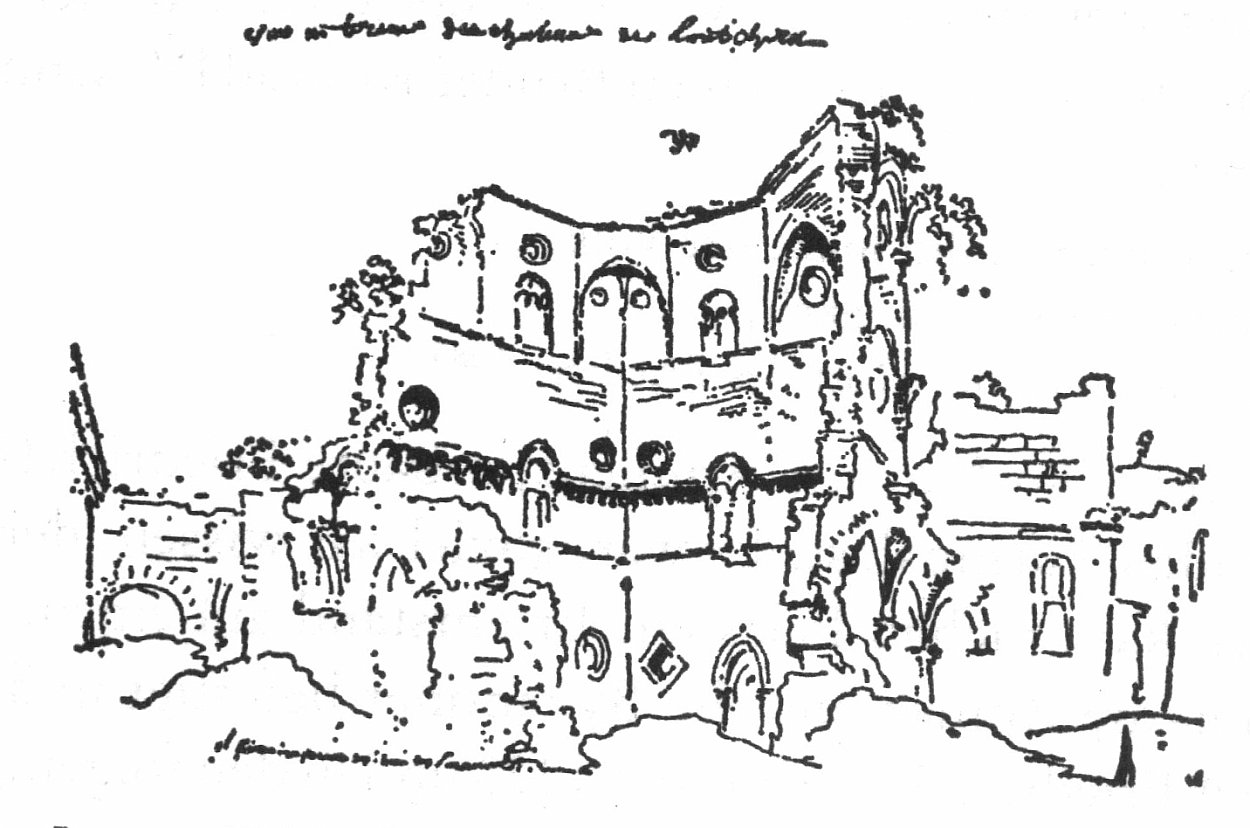
Ruine des Donjons Friedrichs II. im Kastell von Lucera (Apulien); Zeichnung von Desprez aus dem Jahr 1778